# Atletismo nos Jogos Parapan-Americanos de 2007

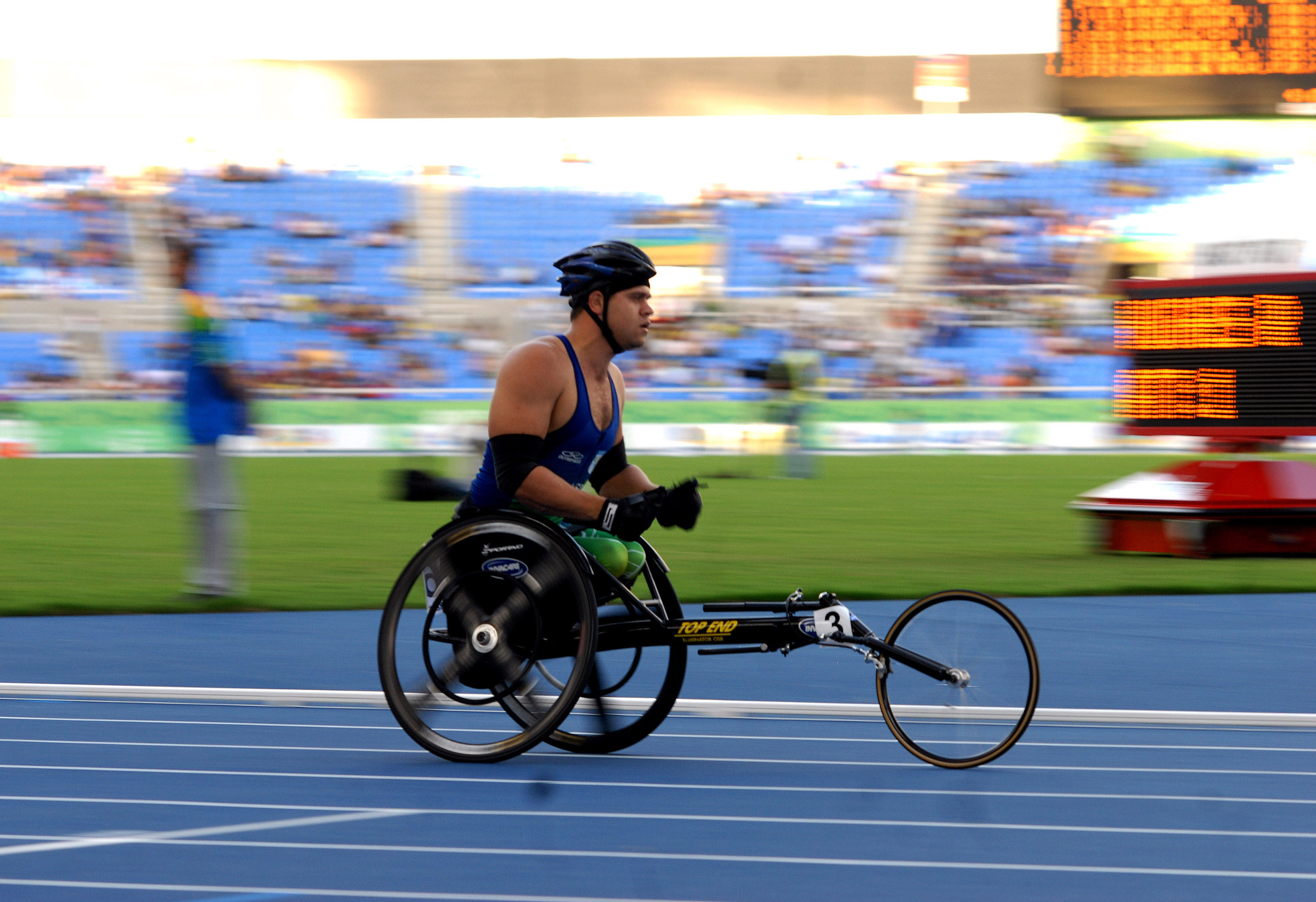
Wendel Silva Soares nos 400 metros T54

O atletismo nos Jogos Parapan-americanos de 2007 foi realizado entre os dias 13 e 19 de agosto no Estádio Olímpico João Havelange no Rio de Janeiro.
Nos Jogos a modalidade foi dividida por seis classes de portadores de necessidades: um para diferentes níveis de deficiência visual, um para atletas com deficiência intelectual, um para diferentes níveis de paralisia cerebral (cadeirantes e não-cadeirantes), um que abrangem atletas não-cadeirantes com diferentes níveis de amputação ou outras deficiências e a última classe que abrange atletas cadeirantes com diferentes níveis de lesão medular e amputações. Alguns competem em cadeira de rodas, outros com próteses e com deficiência visual total ou parcial participam com um guia vidente.

## Medalhistas
| Masculino                          |                                   |                                     |                                    |
| Evento:                            | Ouro:                             | Prata:                              | Bronze:                            |
| 100 metros (T11)                   | Lucas Prado (BRA)                 | Felipe Gomes (BRA)                  | Hilário Neto (BRA)                 |
| 100 metros (T12)                   | Julio Alberto Roque (CUB)         | Pedro Moraes (BRA)                  | Josiah Jamison (USA)               |
| 100 metros (T13)                   | André Andrade (BRA)               | Royal Mitchell (USA)                | Luis Manuel Galano (CUB)           |
| 100 metros (T35/36)                | Eduardo Jimenez García (MEX)      | Oscar Segura (ARG)                  | Daniel Schapira (ARG)              |
| 100 metros (T37/38)                | Edson Pinheiro (BRA)              | Benjamin Cardozo Sánchez (MEX)      | Barry Phelan (CAN)                 |
| 100 metros (T44)                   | Marlon Shirley (USA)              | Timothy Frasure (USA)               | Jerome Singleton (USA)             |
| 100 metros (T46)                   | Yohansson Ferreira (BRA)          | Antônio Souza (BRA)                 | Etiám Calderón Lastres (CUB)       |
| 100 metros (T52/53)                | Ariosvaldo Silva (BRA)            | Troy Davis (USA)                    | Jaime Ramírez Valencia (MEX)       |
| 100 metros (T54)                   | Juan Ramón Valladares (VEN)       | Gonzalo Valdovinos González (MEX)   | Freddy Sandoval (MEX)              |
| 200 metros (T11)                   | Lucas Prado (BRA)                 | Adrian Ardiles (CUB)                | Felipe Gomes (BRA)                 |
| 200 metros (T12)                   | Pedro Moraes (BRA)                | Julio Roque Rosabal (CUB)           | Josiah Jamison (USA)               |
| 200 metros (T13)                   | Luis Manuel Galano (CUB)          | André Andrade (BRA)                 | Royal Mitchell (USA)               |
| 200 metros (T36/38)                | Edson Pinheiro (BRA)              | Barry Phelan (CAN)                  | José Silva (BRA)                   |
| 200 metros (T44)                   | Timothy Frasure (USA)             | Jerome Singleton (USA)              | Ryan Fann (USA)                    |
| 200 metros (T46)                   | Yohansson Ferreira (BRA)          | Antônio Souza (BRA)                 | Donald Kosakowski (USA)            |
| 200 metros (T52/53)                | Troy Davis (USA)                  | Ariosvaldo Silva (BRA)              | Jesus Aguilar (VEN)                |
| 200 metros (T54)                   | Gonzalo Valdovinos González (MEX) | Fernando Sánchez Nava (MEX)         | Erik Hightower (USA)               |
| 400 metros (T11)                   | Lucas Prado (BRA)                 | Adrián Ardiles (CUB)                | Hilário Neto (BRA)                 |
| 400 metros (T12/13)                | Royal Mitchell (USA)              | José Luis Sánchez (VEN)             | Freddy Durrutí Hechavarría (CUB)   |
| 400 metros (T46)                   | Yohansson Ferreira (BRA)          | Emicarlo Souza (BRA)                | Samuel Colmenares Aquino (VEN)     |
| 400 metros (T52/53)                | Ariosvaldo Silva (BRA)            | Jaime Ramírez Valencia (MEX)        | Austin Snyder (USA)                |
| 400 metros (T54)                   | Fernando Sánchez Nava (MEX)       | Juan Ramón Valladares (VEN)         | Freddy Sandoval (MEX)              |
| 800 metros (T11/12)                | Jason Dunkerley (CAN)             | Carlos José da Silva (BRA)          | Tomás Martínez (ESA)               |
| 800 metros (T13)                   | Lázaro Raschid Aguilar (CUB)      | José Luis Sánchez (VEN)             | Peter Gottwald (USA)               |
| 800 metros (T46)                   | Samuel Colmenares Aquino (VEN)    | Ernesto Blanco Ravelo (CUB)         | Emicarlo Souza (BRA)               |
| 800 metros (T54)                   | Saul Mendoza Hernández (MEX)      | Alejandro Maldonado (ARG)           | Aaron Gordian Martínez (MEX)       |
| 1500 metros (T11)                  | Jason Dunkerley (CAN)             | Carlos Silva (BRA)                  | Nicolas Ledezma Mota (MEX)         |
| 1500 metros (T12)                  | Odair Santos (BRA)                | Elkin Serna Moreno (COL)            | Carlos Cuascota (ECU)              |
| 1500 metros (T13)                  | Lázaro Raschid Aguilar (CUB)      | José Luis Sánchez (VEN)             | Yunieski Abreu Rolando (CUB)       |
| 1500 metros (T46)                  | Mario Santillan Hernández (MEX)   | Tito Sena (BRA)                     | José Alecrim (BRA)                 |
| 1500 metros (T54)                  | Saul Mendoza Hernández (MEX)      | Aaron Gordian Martínez (MEX)        | Alejandro Maldonado (ARG)          |
| 5000 metros (T11)                  | Luis Zapien Rosas (MEX)           | Carlos Silva (BRA)                  | Christiano Farias (BRA)            |
| 5000 metros (T12)                  | Odair Santos (BRA)                | Alex Mendonça (BRA)                 | Diosmany González Santana (CUB)    |
| 5000 metros (T13)                  | Lázaro Raschid Aguilar (CUB)      | Said Gómez (PAN)                    | Jean Subero (VEN)                  |
| 5000 metros (T46)                  | Mario Santillan Hernández (MEX)   | Tito Sena (BRA)                     | Ozivan Bonfim (BRA)                |
| 5000 metros (T54)                  | Saul Mendoza Hernández (MEX)      | Aaron Gordian Martínez (MEX)        | Alejandro Maldonado (ARG)          |
| 10000 metros (T11)                 | Luis Zapien Rosas (MEX)           | Christiano Farias (BRA)             | Constantino Angeles Martínez (MEX) |
| 10000 metros (T12)                 | Odair Santos (BRA)                | Diosmany González Santana (CUB)     | Alex Mendonça (BRA)                |
| Salto em distância (F11-13)        | Luis Felipe Gutiérrez (CUB)       | Yohanni Lastre Hechavarría (CUB)    | Elexis Gillette (USA)              |
| Salto em distância (F42/44/46)     | Jeremy Campbell (USA)             | Etiám Calderón Lastres (CUB)        | André Oliveira (BRA)               |
| Lançamento de peso (F11-13)        | Sebastián Baldasarri (ARG)        | Sergio Paz (ARG)                    | Jorge Godoy (ARG)                  |
| Lançamento de peso (F32-34/52)     | Kyle Pettey (CAN)                 | Robert Hughes (CAN)                 | Carlos Leon (USA)                  |
| Lançamento de peso (F35-38)        | James Shaw (CAN)                  | Paulo Souza (BRA)                   | Leandro Ricci (ARG)                |
| Lançamento de peso (F40/42/44)     | Scott Danberg (USA)               | Gerdan Fonseca Bernal (CUB)         | Matthew Brown (USA)                |
| Lançamento de peso (F53-55)        | Scott Winkler (USA)               | Mauro Máximo de Jésus (MEX)         | Erick Figueredo González (CUB)     |
| Lançamento de peso (F56-58)        | Alexis Pizarro (PUR)              | Enrique Sánchez (MEX)               | Leonardo Díaz Aldana (CUB)         |
| Lançamento de disco (F11-13)       | Jorge Godoy (ARG)                 | Sebastián Baldasarri (ARG)          | Sergio Paz (ARG)                   |
| Lançamento de disco (F32-34/51-53) | Alphanso Cunningham (JAM)         | Carlos Leon (USA)                   | Horacio Bascioni (ARG)             |
| Lançamento de disco (F35-38)       | Paulo Souza (BRA)                 | James Shaw (CAN)                    | Franklin Oquendo Fonseca (CUB)     |
| Lançamento de disco (F42/44)       | Matthew Brown (USA)               | Gerdan Fonseca Bernal (CUB)         | Marco Borges (BRA)                 |
| Lançamento de disco (F54-56)       | Leonardo Díaz Aldana (CUB)        | Tanto Campbell (JAM)                | Scott Winkler (USA)                |
| Lançamento de disco (F57-58)       | Leonardo Amâncio (BRA)            | Fernando del Rosario González (MEX) | Alexis Pizarro (PUR)               |
| Lançamento de dardo (F11-13)       | Jorge Delgado Brown (CUB)         | Dorian Machado (VEN)                | Daniel Alvarez (ARG)               |
| Lançamento de dardo (F42/44)       | Juan Miguel Ramos (CUB)           | Pompilio Falconi Alvarez (PER)      | Marco Borges (BRA)                 |
| Lançamento de dardo (F33/34/52/53) | Mauro Máximo de Jésus (MEX)       | Adrián Paz Velázquez (MEX)          | Alphanso Cunningham (JAM)          |
| Lançamento de dardo (F54-58)       | Luis Alberto Zepeda (MEX)         | Alexis Pizarro (PUR)                | Efrain Ortíz Román (PUR)           |

| Feminino                           |                               |                                   |                               |
| Evento:                            | Ouro:                         | Prata:                            | Bronze:                       |
| 100 metros (T11)                   | Terezinha Guilhermina (BRA)   | Alberlis Torres (VEN)             | Gracia Sosa (ARG)             |
| 100 metros (T12/13)                | Omara Durán Elias (CUB)       | Sirlene Guilhermino (BRA)         | Joana Silva (BRA)             |
| 100 metros (T36-38)                | Jenifer Santos (BRA)          | Sabra Hawkes (USA)                | Rachelle Renaud (USA)         |
| 100 metros (T42/44/46)             | Yunidis Castillo (CUB)        | April Holmes (USA)                | Sheila Finder (BRA)           |
| 100 metros (T52/53)                | Anjali Forber-Pratt (USA)     | Margaret Redden (USA)             | Evelyn Enciso Cervantes (MEX) |
| 200 metros (T11)                   | Terezinha Guilhermina (BRA)   | Ádria Santos (BRA)                | Irene Delgado (VEN)           |
| 200 metros (T12/13)                | Omara Durán Elias (CUB)       | Joana Silva (BRA)                 | Maria Alves (BRA)             |
| 200 metros (T36/38)                | Sabra Hawkes (USA)            | Jenifer Santos (BRA)              | Megan Muscat (CAN)            |
| 200 metros (T46)                   | Yunidis Castillo (CUB)        | Sheila Finder (BRA)               | Stefanie Reid (CAN)           |
| 200 metros (T52/53)                | Anjali Forber-Pratt (USA)     | Margaret Redden (USA)             | Evelyn Enciso Cervantes (MEX) |
| 400 metros (T11-13)                | Omara Durán Elias (CUB)       | Terezinha Guilhermina (BRA)       | Indayana Martins (BRA)        |
| 400 metros (T53-54)                | Jessica Matassa (CAN)         | Gloria Sánchez Alcantar (MEX)     | Anjali Forber-Pratt (USA)     |
| 800 metros (T12/13)                | Sirlene Guilhermino (BRA)     | Ádria Santos (BRA)                | Claudia Mosso Arcos (COL)     |
| 800 metros (T53/54)                | Jessica Matassa (CAN)         | Ariadne Hernández Rodríguez (MEX) | Evelyn Enciso Cervantes (MEX) |
| Salto em distância (F12/13)        | Joana Silva (BRA)             | Indayana Martins (BRA)            | Sirlene Guilhermino (BRA)     |
| Salto em distância (F42/44)        | Perla Bustamante Corona (MEX) | Stefanie Reid (CAN)               | Andrea Holmes (CAN)           |
| Lançamento de peso (F32-34/52-54)  | Robyn Stawski (USA)           | Leticia Torres (MEX)              | Dora Elia García (MEX)        |
| Lançamento de peso (F35-38)        | Kris Vriend (CAN)             | Shirlene Coelho (BRA)             | Perla Muñoz (ARG)             |
| Lançamento de peso (F55-58)        | Angeles Ortiz (MEX)           | Catalina Rosales Montiel (MEX)    | Roseane Santos (BRA)          |
| Lançamento de disco (F32-34/51-54) | Estela Salas (MEX)            | Sônia Gouveia (BRA)               | Robyn Stawski (USA)           |
| Lançamento de disco (F35-38)       | Kris Vriend (CAN)             | Shirlene Coelho (BRA)             | Perla Muñoz (ARG)             |
| Lançamento de disco (F55-58)       | Roseane Santos (BRA)          | Catalina Rosales Montiel (MEX)    | Sylvia Grant (JAM)            |
| Lançamento de dardo (F33/34/52/53) | Esther Rivera Robles (MEX)    | Estela Salas (MEX)                | Sônia Gouveia (BRA)           |
| Lançamento de dardo (F35-38)       | Shirlene Coelho (BRA)         | Perla Muñoz (ARG)                 | Rosenei Herrera (BRA)         |
| Lançamento de dardo (F54-58)       | Jeny Velazco Reyes (MEX)      | Sylvia Grant (JAM)                | Dora Elia García (MEX)        |

## Quadro de medalhas do atletismo
| Pos.  | País           | Ouro | Prata | Bronze | Total |
| ----- | -------------- | ---- | ----- | ------ | ----- |
| 1     | BRA Brasil     | 25   | 27    | 22     | 74    |
| 2     | México         | 17   | 16    | 11     | 44    |
| 3     | Cuba           | 14   | 9     | 8      | 31    |
| 4     | Estados Unidos | 12   | 10    | 16     | 38    |
| 5     | Canadá         | 8    | 4     | 4      | 16    |
| 6     | Venezuela      | 3    | 6     | 4      | 13    |
| 7     | Argentina      | 2    | 5     | 11     | 18    |
| 8     | Jamaica        | 1    | 2     | 2      | 5     |
| 9     | Porto Rico     | 1    | 1     | 2      | 4     |
| 10    | Colômbia       | 0    | 1     | 1      | 2     |
| 11    | Panamá         | 0    | 1     | 0      | 1     |
| 11    | Peru           | 0    | 1     | 0      | 1     |
| 13    | Equador        | 0    | 0     | 1      | 1     |
| 13    | El Salvador    | 0    | 0     | 1      | 1     |
| Total | Total          | 83   | 83    | 83     | 249   |